# Міжнародна платіжна система
Міжнаро́дна платі́жна систе́ма (МПС) — платіжна система, в якій платіжна організація може бути як резидентом, так і нерезидентом і яка здійснює свою діяльність на території двох і більше країн та забезпечує проведення переказу коштів у межах цієї платіжної системи, у тому числі з однієї країни в іншу.

## Джерело
- Закон України "Про платіжні системи та переказ коштів в Україні" [Архівовано 23 січня 2022 у Wayback Machine.]